# Maison John-Wilson-McConnell
La maison John-Wilson-McConnell (ou maison Jeffrey Hale Burland) est une propriété patrimoniale située à Montréal faisant partie du Mille carré doré, au 1475, avenue des Pins Ouest, dans l'arrondissement Ville-Marie.

## Histoire
Le début de la construction date de 1913. La maison est une commande de l'homme d'affaires Jeffrey Hale Burland à l'architecte David Jerome Spence. Elle est ensuite achetée, encore inachevée, par John Wilson McConnell en 1924. Les architectes Charles Platt et Kenneth Guscotte Rea, ainsi que la designer Julia Galusha Withcomb, sont mandatés pour agrandir, compléter et aménager la demeure. Ils ajoutent une terrasse à l'avant, des portes de bronze et un solarium. La décoration intérieure s'inspire de la Renaissance, comme les plafonds à caissons et le foyer à manteau de marbre.
La propriété demeure aux mains John Wilson McConnell jusqu'à sa mort en 1963, puis de la Fondation de la famille J.W. McConnell jusqu'en 1975 alors qu'elle est donnée aux Bénédictins de Montréal pour leur prieuré. Les Bénédictins la cèdent à leur tour à un propriétaire privé en 2001. Lors de sa remise en vente en 2019, la propriété est alors la plus chère jamais vendue au Québec au prix demandé de 40 millions de dollars.

## Description

### Général
La demeure est construite en pierre calcaire. Elle possède trois étages et est composée de trois parties : un espace central de plan rectangulaire encadré par deux ailes plus petites. La maison est recouverte de tuiles creuses en terre cuite orangée. Elle contient 67 pièces.
Située sur les flancs du Mont-Royal, la maison est entourée d'un vaste terrain boisé.

### Intérieur
Certains matériaux pour concevoir la décoration intérieure sont importés d'Italie comme les plafonds à caissons, les lustres ou encore les colonnes de marbre. Les foyers, eux aussi importés depuis l'Italie, datent du XIVe siècle. 
On y retrouve également un banc fabriqué à Sienne pour le pape.

## Galerie

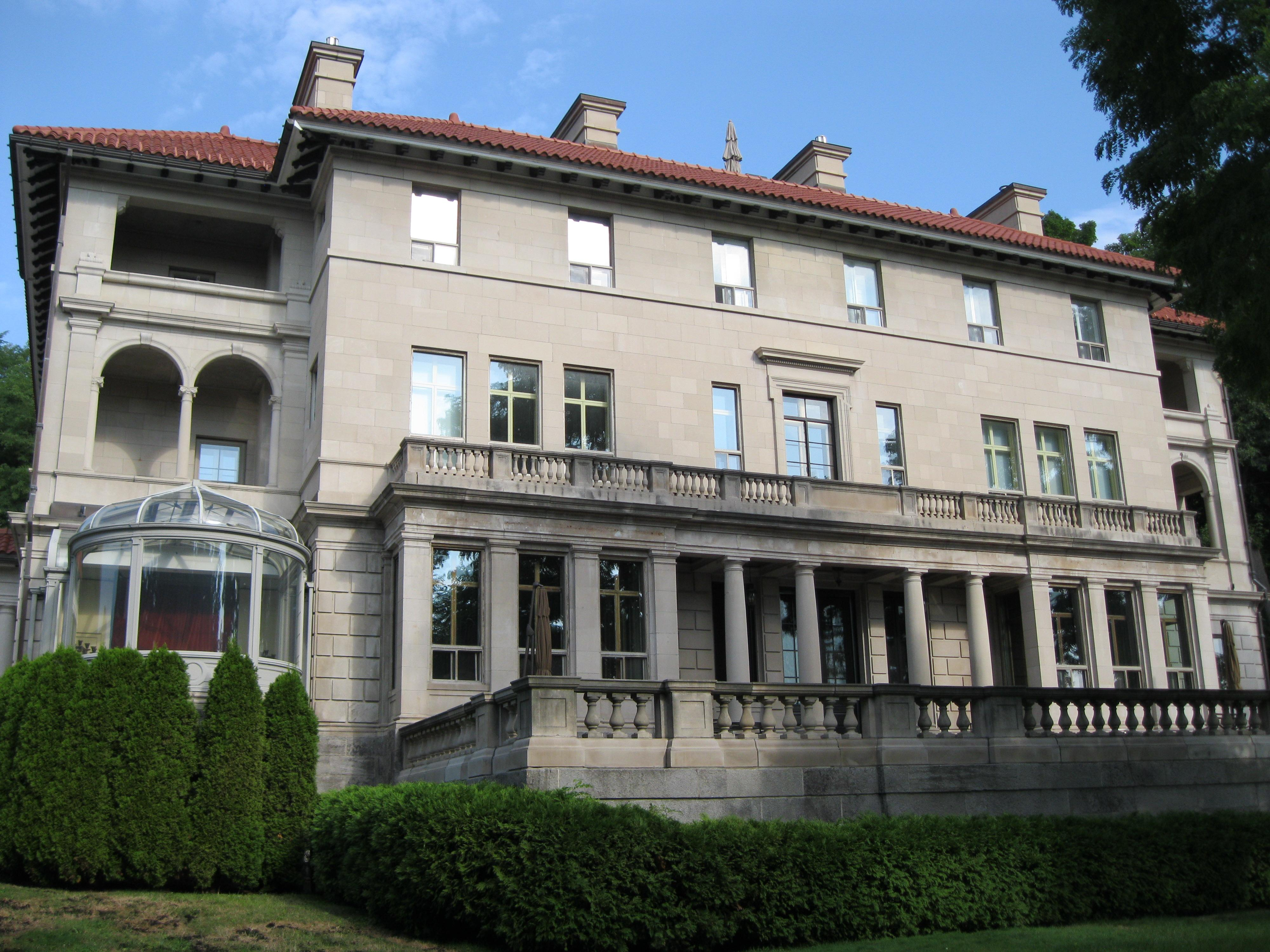
Façade avant avec le solarium
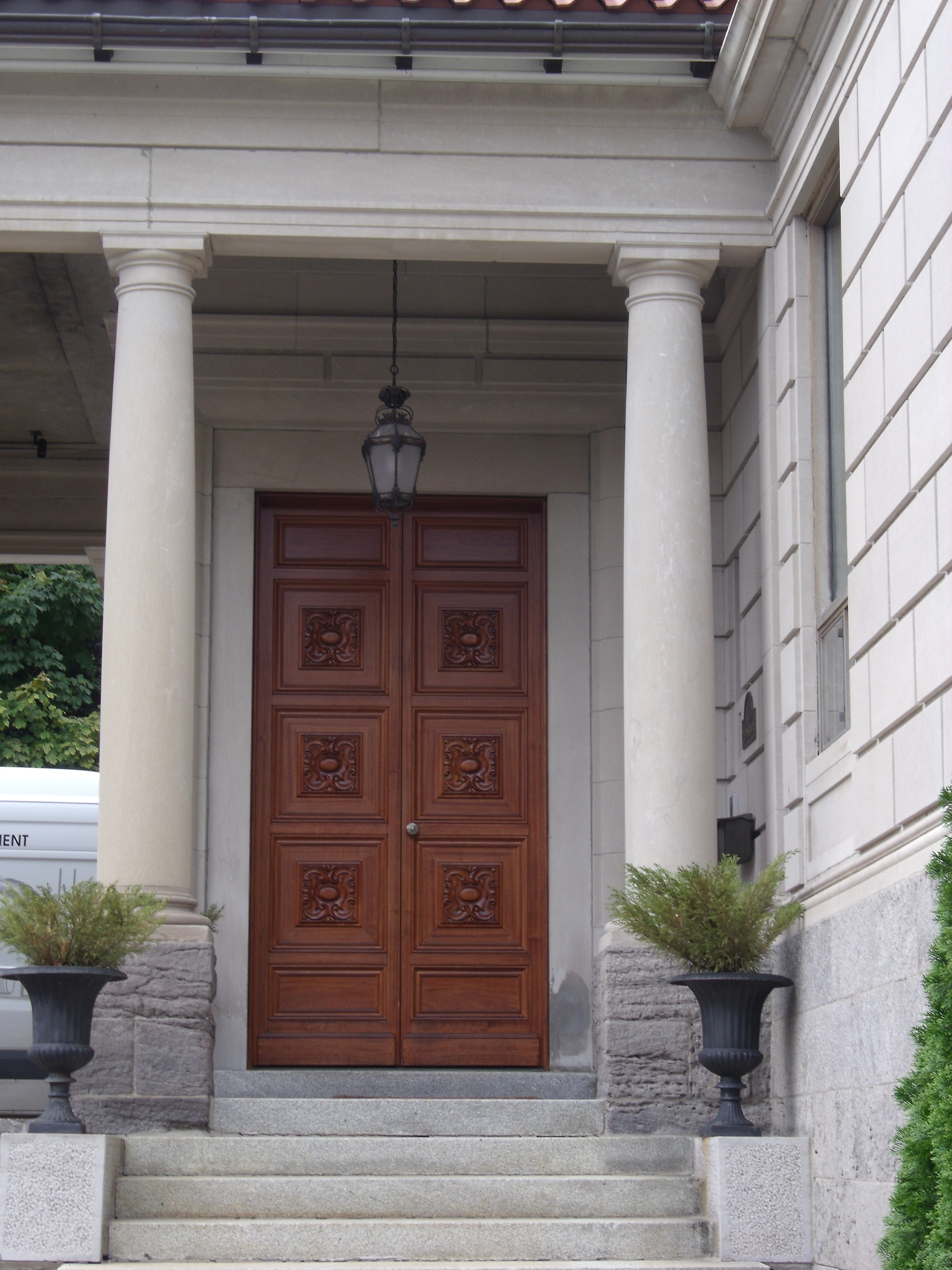
Entrée avec porte de bronze
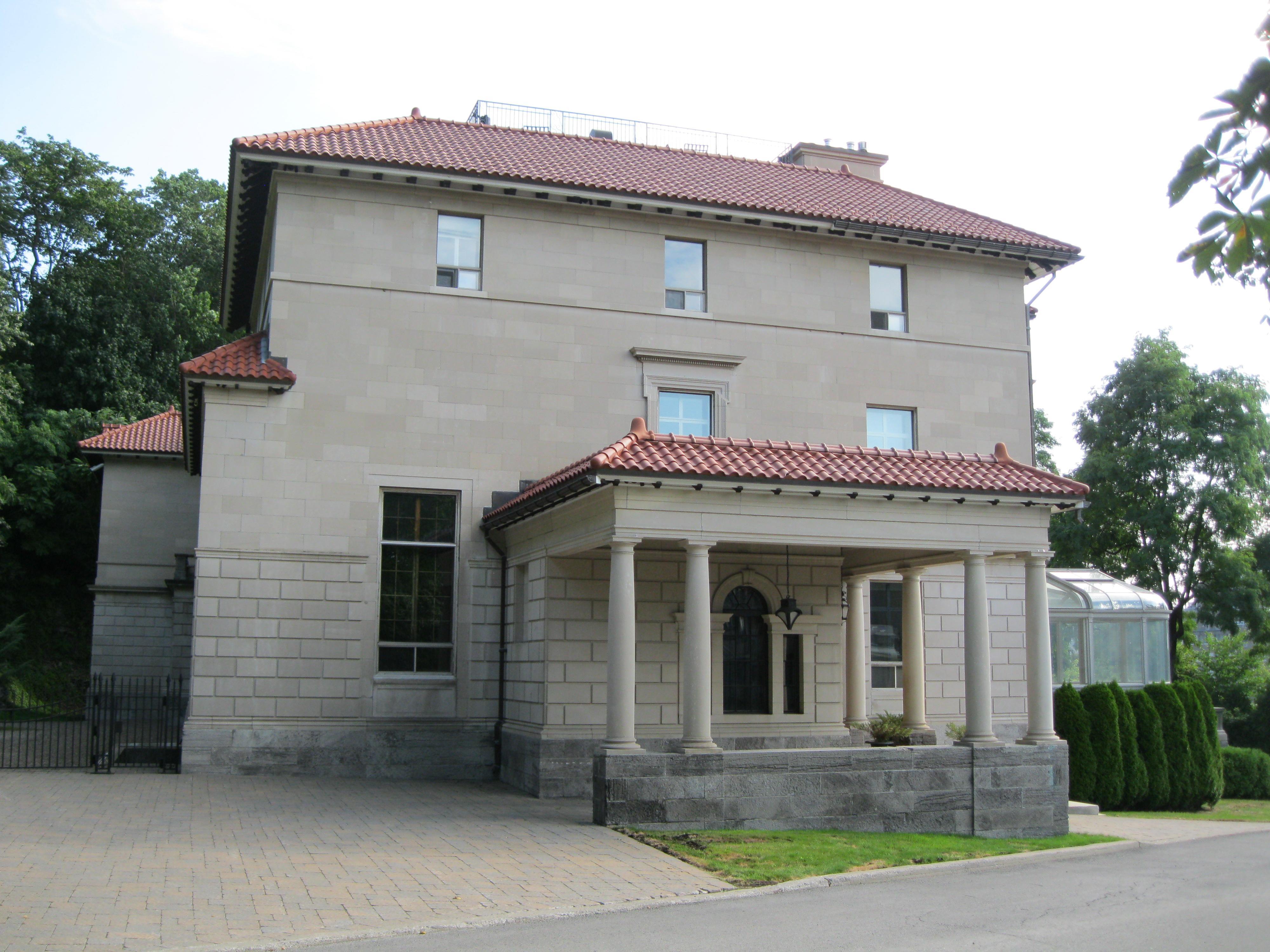
Vue latérale
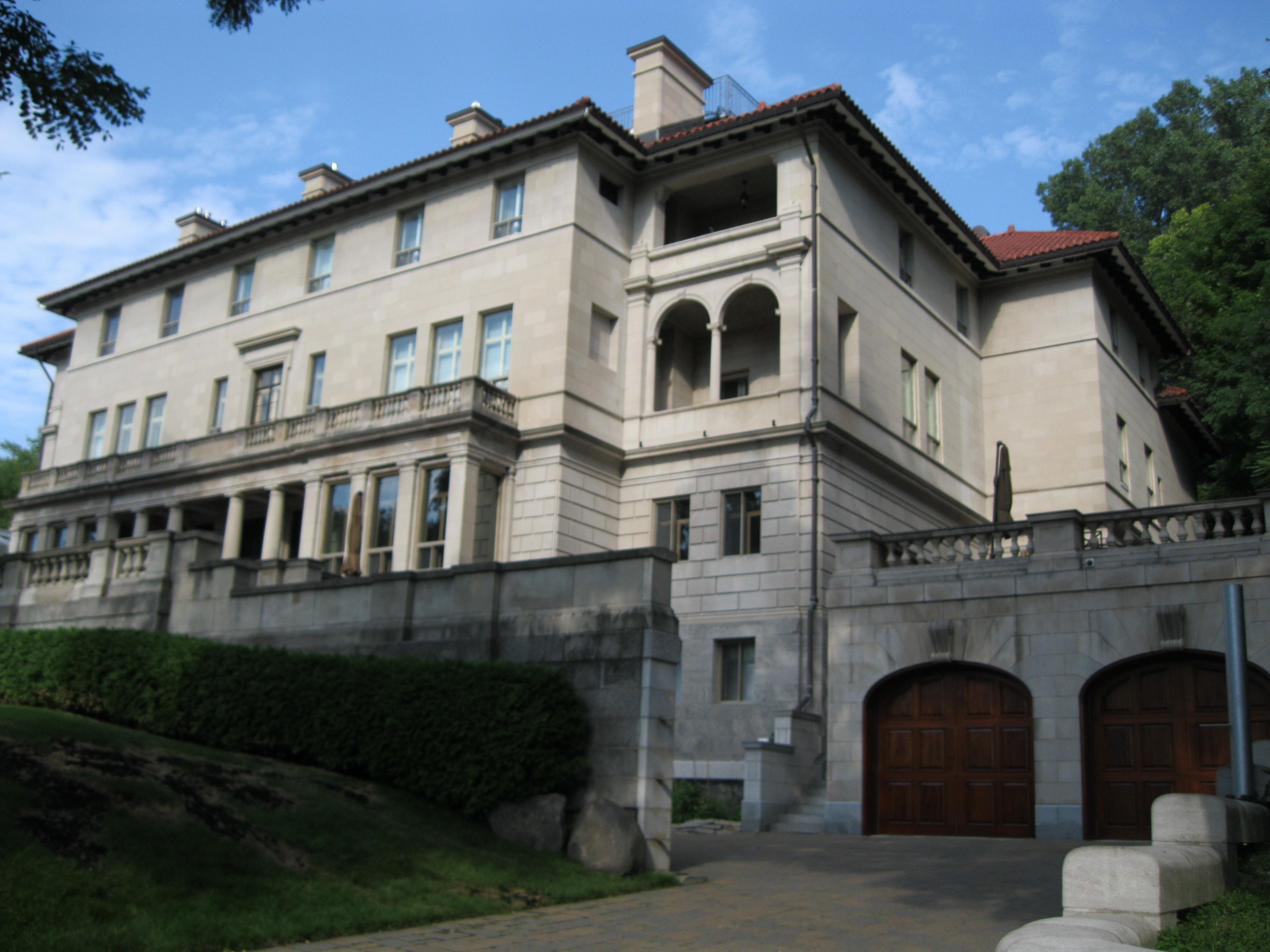
Façade avant avec les garages